# Dee (mangaka)
D[di:] (ディー, Dī) est une illustratrice et auteur de bande dessinée japonaise née en 1977 à Hokkaido, au Japon.

## Œuvres
- 2000 - Fantastic Silent, Université des beaux-arts Tama[1].

### Bande dessinées
- Kigurumi (キぐるみ?) (2002)
- Angel meat pie (エンジェル・ミート・パイ?) (2003)
- Damekko! Dahlia (ダメッコ!ダリア?) (2007)
- Chelsea (チェルシー?) (2009)

### Romans
- Donnie Darko (ドニー・ダーコ?) (2002)
- Fire Star Man Diary (ファイアースターマン日記?) (2006)
- Sento no Ningyo Hime to Majo no Mori (銭湯の人魚姫と魔女の森?) (2008)
- Kigurumi (キぐるみ?) (roman, 2009)
- Fire Star Man Diary (ファイアースターマン日記?) (2010)
- Hosei Ningen Nuiguruma (縫製人間ヌイグルマー?) (2010)
- Yume no Nakanara Kimi wa Yasashi (夢の中ならキミはやさしい。?) (2010)
- Dobutsu no Kokoro Zukan (どうぶつのこゝろ図鑑?)

## Sources
- (ja) Cet article est partiellement ou en totalité issu de l’article de Wikipédia en japonais intitulé « D［di:］ » (voir la liste des auteurs).